# 科索沃波列

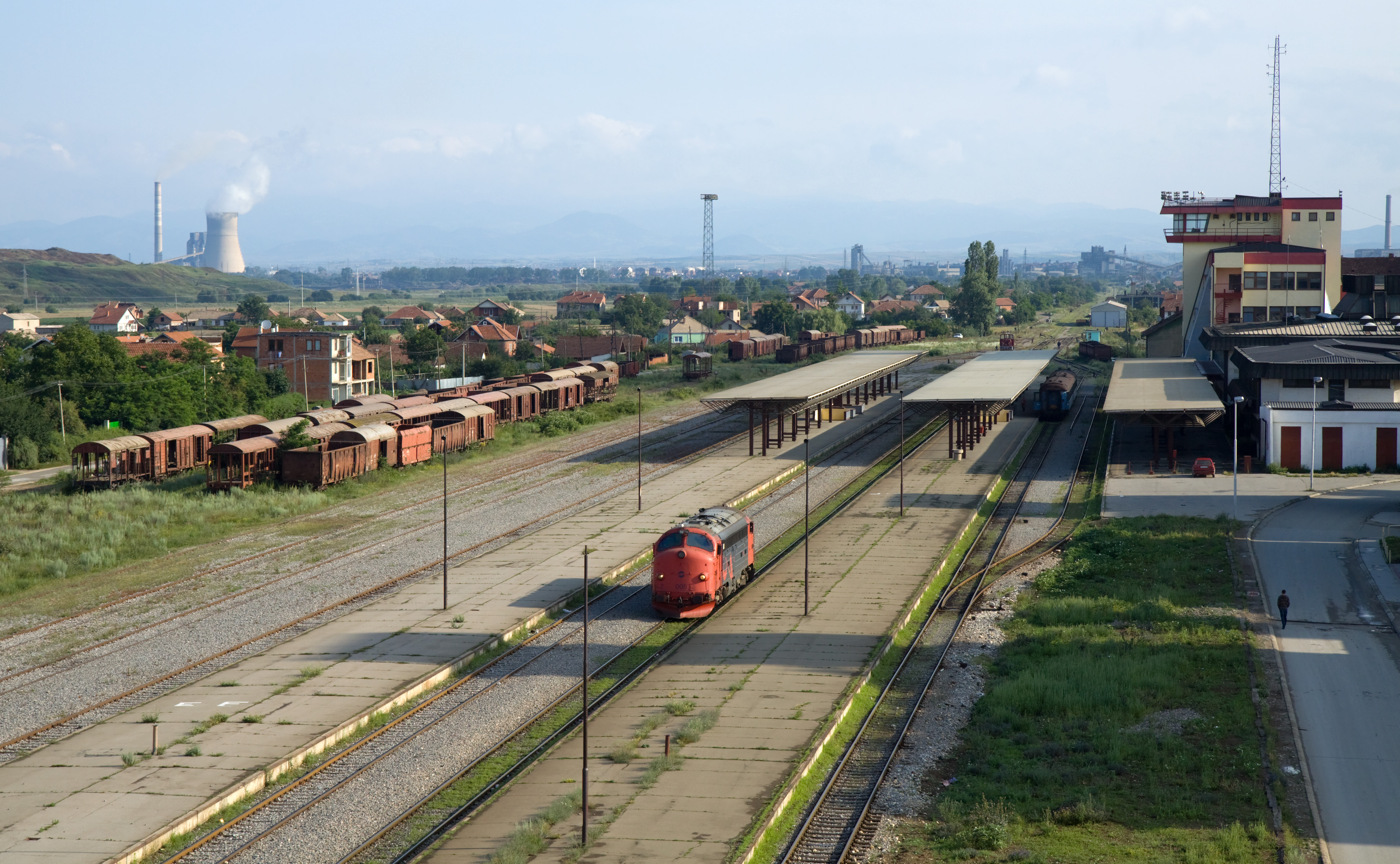
科索沃波列火车站

科索沃波列（羅馬化：Kosovo Polje），是科索沃普里什蒂納區科索沃波列市镇内的城镇及行政中心，位於科索沃中部，距科索沃首都普里什蒂納西南8公里。2011年人口普查时城镇人口数量为12,919人，而整个市镇的人口数量则为34,827人。
在科索沃戰爭期間，這裡發生過大規模的衝突。